# برنت وود (کالیفرنیا)
برنت وود (به انگلیسی: Brentwood) شهری در شهرستان کنترا کوستا ایالت کالیفرنیا است که در سرشماری سال ۲۰۱۰ میلادی، ۵۱۴۸۱ نفر جمعیت داشته است.